# Amerikanische Freihandelszone

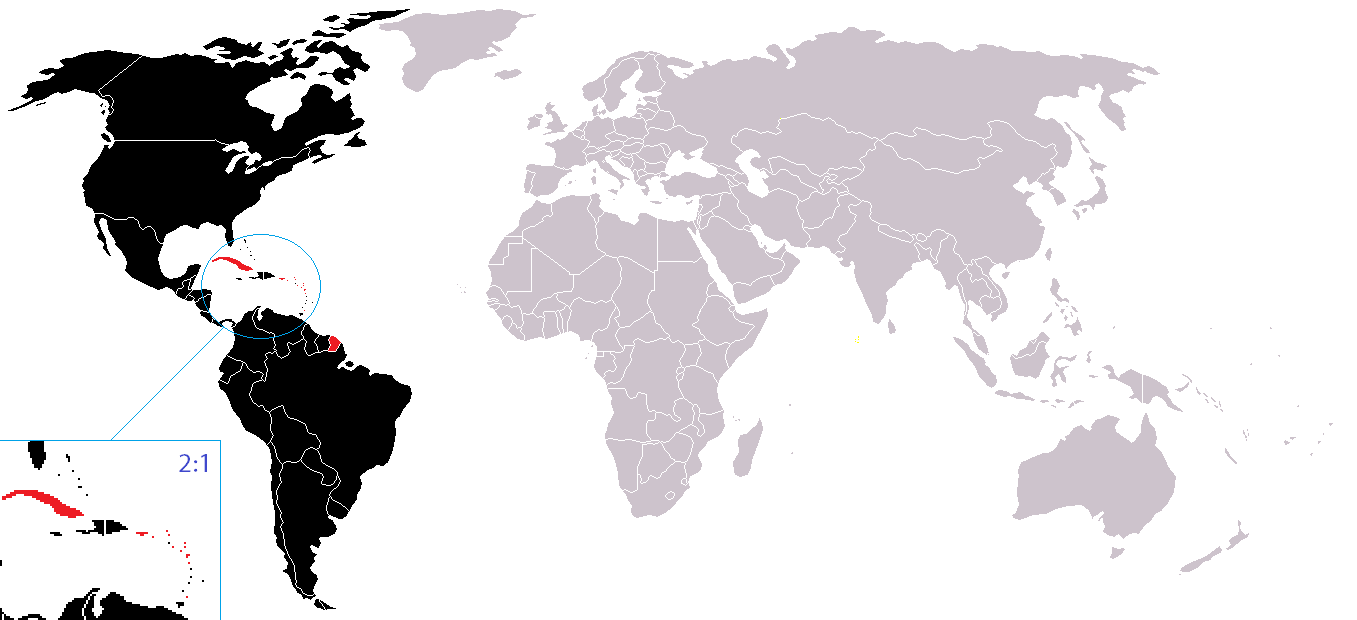
Geplante Mitgliedstaaten der Amerikanischen Freihandelszone (schwarz)

Die (Gesamt-)Amerikanische Freihandelszone (englisch Free Trade Area of the Americas, FTAA; spanisch Área de Libre Comercio de las Américas, ALCA; portugiesisch Área de Livre Comércio das Américas, ALCA; französisch Zone de libre-échange des Amériques, ZLEA) soll eine Freihandelszone und einen „gemeinsamen Markt von Alaska bis Feuerland“ schaffen.
Die Freihandelszone soll alle 34 Staaten in Nord-, Süd- und Mittelamerika sowie in der Karibik (vorerst mit Ausnahme Kubas) umfassen. Dieses Gebiet umfasst knapp 800 Millionen Verbraucher mit jährlich erwirtschafteten Gütern und Dienstleistungen im Wert von über zehn Billionen US-Dollar.
Die Planungen für die Freihandelszone begannen bereits Anfang der 1990er Jahre, aber aus ideologischen Gründen besteht keine Chance der Verwirklichung.

## Geschichte
Der Plan zur FTAA wurde 1991 von dem damaligen US-Präsidenten George H. W. Bush vorgestellt. Ihm gingen aber bereits mehrere Versuche voraus, einen gemeinsamen Markt im gesamten Doppelkontinent zu errichten – erstmals 1967.
Als erster Schritt in Richtung FTAA fand im Dezember 1994 eine Konferenz der Staats- und Regierungschefs von 34 nord- und südamerikanischen Ländern (Erster Amerika-Gipfel; englisch Summit of the Americas) statt. Nicht daran beteiligt war als einziges amerikanisches Land Kuba. Als Datum des Beginns der Freihandelszone wurde 2005 ins Auge gefasst. Allerdings gestalten sich die Verhandlungen wegen großer Interessengegensätze sehr schwierig. So bestanden die Vereinigten Staaten auf raschen Gesprächen über Zollsenkungen, während zahlreiche lateinamerikanische Länder erst später über dieses Thema sprechen wollten. Erste Verhandlungen auf Ebene der Staats- und Regierungschefs fanden auf dem Zweiten Amerika-Gipfel in Santiago, Chile, im April 1998 statt.
Erst 1999 konkretisierten sich die Verhandlungen, als man sich über die Bildung von Arbeitsgruppen einigte. Vom 20. bis 22. April 2001 fand der dritte Amerika-Gipfel in der kanadischen Stadt Québec statt, auf dem sich die Staats- und Regierungschefs erneut zum FTAA-Plan bekannten und den am 7. April 2001 von den Handelsministern der FTAA-Staaten in Buenos Aires beschlossenen Arbeitsplan bestätigten. Er sah vor, dass die Verhandlungen bis Ende 2005 abgeschlossen werden sollen. Inzwischen liegt zwar ein dritter Entwurf des FTAA-Vertrages vor, die Beratung darüber im November 2003 in Miami wurde aber wegen großer Differenzen einen Tag früher beendet. Sie waren von heftigen Protesten von Globalisierungskritikern begleitet. Gleichwohl bekannten sich die Regierungschefs sowohl beim außerordentlichen Amerika-Gipfel im Januar 2004 in Monterrey (Mexiko) erneut zum FTAA-Plan, als auch zum Abschluss der Verhandlungen Ende 2005.
Im Jahre 2005 konnten die USA mit DR-CAFTA, einem Freihandelsabkommen, das mehrere mittelamerikanische Länder und die USA einschließt, einen Teilerfolg verbuchen, obwohl das Abkommen selbst im eigenen Land sowie in den Partnerländern nicht unumstritten ist.
Seit dem Verstreichen der gesetzten Deadline für den Abschluss der FTAA-Verhandlungen Anfang 2005 und dem Eklat auf dem 4. Amerikagipfel im November 2005, als sich Argentinien, Venezuela, Paraguay, Brasilien und Uruguay gegen das Projekt stellten, gilt das Projekt als gescheitert. Als Knackpunkt hierbei gelten die Ablehnung der lateinamerikanischen Nationen gegen US-Subventionen vor allem im Agrarsektor und gegen die Aufnahme von Regelungen zu geistigem Eigentum und Dienstleistungen.

## Opposition und Kritik
Als einer der Hauptkritiker der FTAA galt der venezolanische Präsident Hugo Chávez, der die Freihandelszone als „Werkzeug des Imperialismus“ zur Ausbreitung in Lateinamerika bezeichnete. Als Gegenvorschlag zu dieser Initiative hat Chávez 2005 die Bolivarianische Allianz für Amerika begründet. Der Schwerpunkt liegt auf Vereinbarungen am Energie- und Infrastrukturmarkt, die schrittweise ausgeweitet werden sollen und schlussendlich zu einer völligen ökonomischen, politischen und militärischen Integration der Mitgliedsstaaten führen sollen.
Evo Morales hält die geplante FTAA für US-dominiert und für eine „Vereinbarung, um die Kolonialisierung Amerikas zu legalisieren“.
Andererseits sprachen sich die Präsidenten von Brasilien, Luiz Inácio Lula da Silva, und Argentinien, Néstor Kirchner, nicht gegen die FTAA aus, sondern verlangten einige Abänderungen des Vertrages. Vor allem sollen die offen oder versteckt subventionierten Agrargüter aus den USA gestrichen und die Zusicherung eines effektiven Zugangs zu ausländischen Märkten eingefügt werden.
Einer der umstrittensten Punkte, von den USA in den Vertrag gesetzt, betrifft Patente und geistiges Eigentum. Kritiker behaupten, die von den USA vorgeschlagenen Maßnahmen würden die wissenschaftliche Forschung in Lateinamerika hemmen. Dadurch würde weitere Ungleichheit durch technologische Abhängigkeit von den entwickelten Ländern entstehen. Betreffend die Patente meinen Kritiker, wie z. B. Maude Barlow, dass die USA damit lateinamerikanische Erfindungen selbst patentieren wollten.